# 그리어군 (오클라호마주)

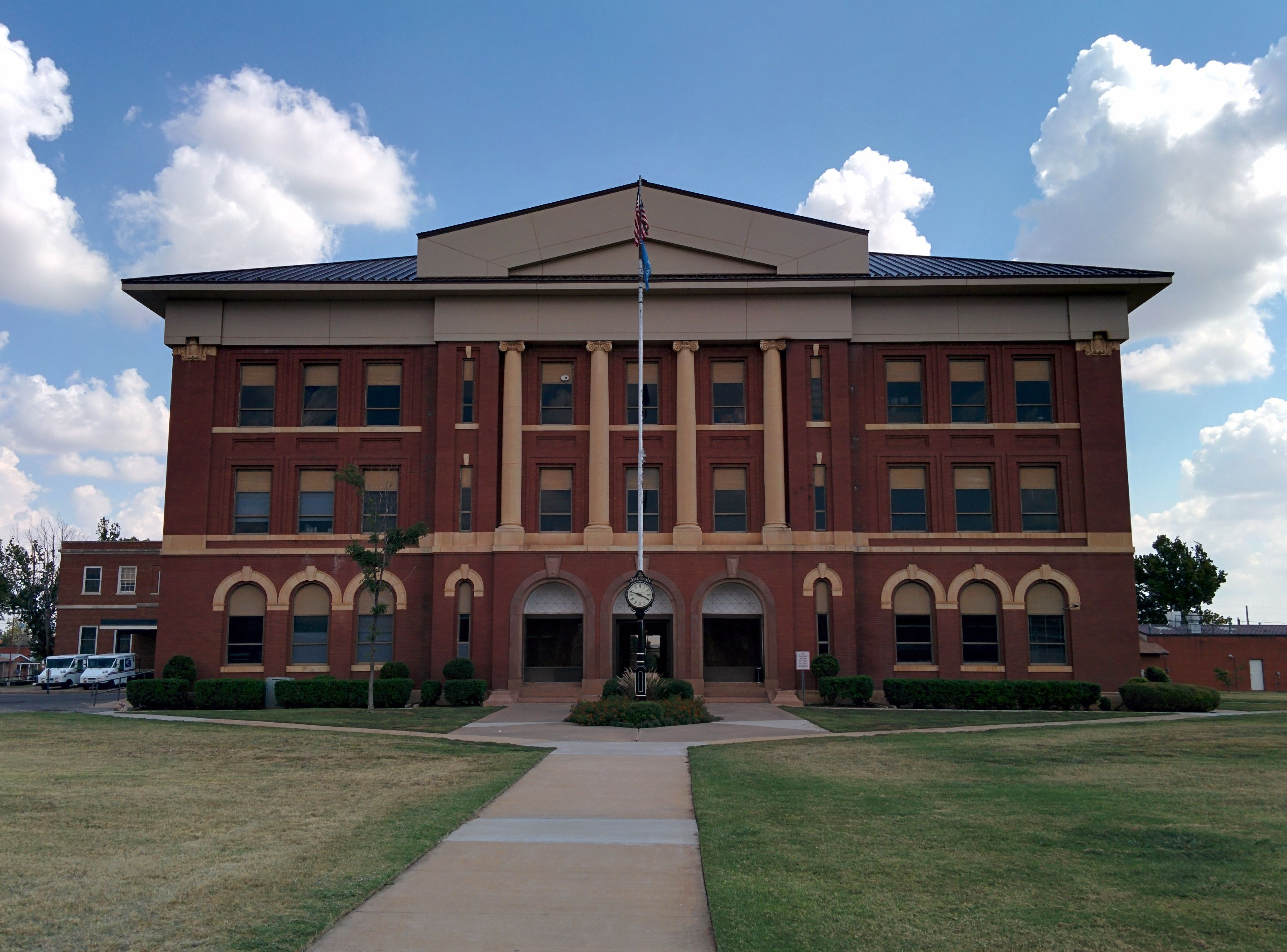

그리어군 또는 그리어 카운티(Greer County)는 미국 오클라호마주의 남서부 경계에 걸쳐 위치해 있는 군이다. 2010년 인구조사에 따르면 이 지역의 총 인구 수는 6,239명이다. 군청 소재지는 매그넘이다. 1860년부터 1896년까지 텍사스주는 그리어군이 자신들의 지역으로 주장하였다.

## 인구
| 인구조사                                                      | 인구   | Note  | %±     |
| ------------------------------------------------------------- | ------ | ----- | ------ |
| 1910년                                                        | 16,449 |       | —      |
| 1920년                                                        | 15,836 |       | −3.7%  |
| 1930년                                                        | 20,282 |       | 28.1%  |
| 1940년                                                        | 14,550 |       | −28.3% |
| 1950년                                                        | 11,749 |       | −19.3% |
| 1960년                                                        | 8,877  |       | −24.4% |
| 1970년                                                        | 7,979  |       | −10.1% |
| 1980년                                                        | 7,028  |       | −11.9% |
| 1990년                                                        | 6,559  |       | −6.7%  |
| 2000년                                                        | 6,061  |       | −7.6%  |
| 2010년                                                        | 6,239  |       | 2.9%   |
| 2018 (추산)                                                   | 5,821  | [ 3 ] | −6.7%  |
| U.S. Decennial Census 1790-1960 1900-1990 1990-2000 2010-2013 |        |       |        |